# Fabrício Bruno
Fabrício Bruno Soares de Faria (ur. 12 lutego 1996 w Ibirité) – brazylijski piłkarz występujący na pozycji środkowego obrońcy w brazylijskim klubieFlamengo oraz w reprezentacji Brazylii. W 2024 roku podpiszę kontrakt z angielskim West Hamem United.